# Post-postmodernismus
Post-postmodernismus ozačuje rozsáhlý vývoj v rámci kritické teorie, filozofie, architektury, umění, literatury a kultury, který se vynořuje z postmodernismu a reaguje na něj.

## Periodizace
Většina učenců se shoduje na tom, že modernismus začal kolem roku 1900 a pokračoval jako dominantní kulturní síla v intelektuálních kruzích západní kultury až do poloviny dvacátého století. Jako všechny epochy, i modernismus zahrnoval mnoho vzájemně si konkurujících směrů a nelze jej proto jednoduše definovat jako nějakou jednotu či totalitu. Nicméně, dle mnoha názorů zahrnují hlavní obecné charakteristiky modernismu důraz na „radikální estetiku, technické experimentování, prostorovou či rytmickou, spíše než chronologickou formu, [a] sebevědomou reflexivitu“,  stejně jako na hledání autenticity v lidských vztazích, abstrakci v umění a utopické snažení. Tyto charakteristiky v následném postmodernismu běžně chybí nebo se s nimi zachází jako s předměty ironie.
Postmodernismus vyvstal po 2. světové válce jako reakce na vnímané nedostatky modernismu, jehož radikální umělecké projekty byly buď spojovány s totalitarismem, nebo asimilovány do mainstreamové kultury. Základní rysy toho, čemu dnes říkáme postmodernismus, najdeme již ve 40. letech 20. století, a to nejvýrazněji v díle Jorge Luise Borgese. Většina dnešních učenců by však souhlasila s tím, že postmodernismus začal konkurovat modernismu až na konci 50. let a převahu nad ním získal teprve v 60. letech. Od té doby je postmodernismus sice dominantní, avšak nikoli nezpochybnitelnou silou v umění, literatuře, filmu, hudbě, dramatu, architektuře, historii a kontinentální filozofii. Mezi výrazné rysy postmodernismu lze zařadit především ironickou hru se styly, citacemi a narativními úrovněmi, skepticismus či nihilismus vůči „velkým vyprávění“ západní kultury, upřednostňování virtuálního na úkor skutečného (přesněji řečeno, zásadní zpochybnění toho, co tvoří „skutečné“) a „ochabování afektu“ ze strany subjektu, který je nekonečně lapen ve volné souhře virtuálních, donekonečna reprodukovatelných znaků, která navozuje stav vědomí podobný schizofrenii.
Od konce 90. let existuje v populární kultuře i v akademické sféře malý, leč rostoucí pocit, že postmodernismus už „vyšel z módy“. Nicméně vyskytlo se jen nemnoho formálních pokusů definovat a pojmenovat éru následující po postmodernismu a žádné z navrhovaných označení se dosud nestalo částí mainstreamového používání.

## Definice
Konsensu o tom, co vlastně tvoří éru, nelze snadno dosáhnout, dokud je tato éra ještě v rané fázi. Nicméně společným námětem současných pokusů definovat post-postmodernismus se zdá být přesvědčení, že víra, důvěra, dialog, výkon a upřímnost mohou překročit postmoderní ironii. Následující definice, lišící se svou hloubkou, zaměřením i rozsahem, jsou uvedeny v chronologickém pořadí jejich výskytu.

### Turnerůvpost-postmodernismus
V roce 1995 podal zahradní architekt a urbanista Tom Turner svou knihou City as Landscape: A Post Post-modern View of Design and Planning veřejnou výzvu k post-postmodernímu obratu v urbanismu. Turner kritizuje postmoderní krédo „všechno jde“ (anything goes) a naznačuje, že „profese, které staví prostředí, jsou svědkem postupného úsvitu post-postmodernismu, který se snaží zmírnit rozum vírou“. Turner v územním plánování obhajuje zejména používání nadčasových organických a geometrických vzorů. Jako zdroj takových vzorů uvádí mimo jiné taoisticky ovlivněné dílo amerického architekta Christophera Alexandra, gestalt psychologii a koncept archetypů psychoanalytika Carla Junga. Co se týče poněkud krkolomné terminologie, Turner nás vyzývá, abychom „přijali post-postmodernismus – a modlili se za lepší název“.

### Epsteinůvtrans-postmodernismus
Rusko-americký slavista Michail Epstein ve své knize o ruském postmodernismu v roce 1999 navrhl, že postmodernismus je „součástí mnohem větší historické formace“, kterou nazývá „postmodernita“ (nezaměňovat s "postmoderna"). Epstein věří, že postmodernistická estetika se nakonec stane zcela konvenční a poskytne základ pro nový, neironický druh poezie, kterou popisuje pomocí předpony „trans- “. Epstein píše:
"Při zvažování pojmenování, které by šlo použít k označení nové éry následující po "postmodernismu", se jeví, že předpona "trans-" zvláštním způsobem vyčnívá. Poslední třetina 20. století se vyvíjela pod znakem "post", jenž signalizoval zánik takových konceptů moderity jako je "pravda" a "objektivita", "duše" a "subjektivita", "utopie" a "idealita", "primární původ" a "originalita", "upřímnost" a "sentimentalita". Všechny tyto koncepty nyní zažívají znovuzrození ve formě "trans-subjektivity", "trans-idealismu", "trans-utopianismu", "trans-originality", "trans-lyricismu", "trans-sentimentality", atd."
Jako příklad Epstein uvádí dílo současného ruského básníka Timura Kibirova.

### Gansůvpostmilenialismus
Termín post-milenialismus zavedl v roce 2000 americký kulturní teoretik Eric Gans, aby jím popsal éru po postmodernismu z hlediska etických a sociálně-politických okolností. Gans úzce spojuje postmodernismus s „myšlením oběti“, které definuje jako založené na nesmlouvavé etické opozici mezi pachateli a oběťmi vyvěrající ze zkušenosti Osvětimi a Hirošimy. Podle Gansova pohledu je etika postmodernismu odvozena z identifikování se s periferní obětí a z pohrdání utopickým centrem, které obsazuje pachatel. Postmodernismus je v tomto smyslu poznamenán obětní politikou, která je na jednu stranu produktivní ve své opozici vůči modernistickému utopismu a totalitarismu, avšak neproduktivní ve své rozmrzelosti z kapitalismu a liberální demokracie, které Gans vidí jako dlouhodobé činitele globálního smíru. Na rozdíl od postmodernismu, postmilenialismus se vyznačuje odmítnutím tohoto obětního myšlení a obratem k „neobětnímu dialogu“ , který „sníží... množství resentimentu ve světě“. Gans dále rozvinul pojem "postmilenialismus" v mnoha svých internetových kronikách Chronicles of Love and Resentment a tento termín je úzce spjat i s jeho teorií generativní antropologie a scénickým pojetím historie. 

### Kirbyhopseudomodernismusadigimodernismus
Britský učenec Alan Kirby ve svém článku z roku 2006 The Death of Postmodernism and Beyond formuloval negativní sociokulturní hodnocení post-postmodernismu, které nazývá „pseudomodernismus“.  Kirby spojuje tento pseudomodernismus s banálností a mělkostí, jež vyplývá z instantní, přímé a povrchní účasti na kultuře, kterou umožnil internet, mobilní telefony, interaktivní televize a podobné prostředky: „V pseudomodernismu se telefonuje, kliká, mačká, surfuje, vybírá, přesouvá, stahuje.“
„Typické intelektuální stavy“ pseudomodernismu jsou mimoto popisovány jako „nevědomost, fanatismus a úzkost“ a u těch, kteří se toho účastní, vytváří „stav podobný transu“. Čistým výsledkem této médii vyvolané mělkosti a instantní účasti v triviálních událostech je „tichý autismus“, který nahrazuje „neurózu modernismu a narcismus postmodernismu“. Podle Kirbyhy z pseudomodernismu nevycházejí žádná esteticky hodnotná díla. Jako příklady jeho banality Kirby uvádí reality TV, interaktivní zpravodajské pořady, „žvásty nalezené... na některých stránkách Wikipedie“, tzv. docu-soaps (dokument + soap opera) a esejistickou kinematografii Michaela Moora nebo Morgana Spurlocka. Ve své knize nazvané Digimodernism: How New Technologies Dismantle the Postmodern and Reconfigure our Culture (2009) Kirby dále rozvinul a upravil své názory na kulturu a textualitu následující po postmodernismu.

### Vermeulenův a van den Akkerůvmetamodernismus
V roce 2010 zavedli nizozemští kulturní teoretici Timotheus Vermeulen a Robin van den Akker termín metamodernismus jakožto intervenci do debaty o post-postmodernismu. Ve svém eseji Poznámky k metamodernismu (ve slovenském překladu vyšlo v nakladatelství Psí víno) tvrdí, že nultá léta se vyznačují vynořením citlivosti, jež osciluje mezi moderními pozicemi a postmoderními strategiemi, a přitom musí být situována mimo ně. Jako příklady metamoderní citlivosti Vermeulen a van den Akker uvádějí „informovanou naivitu“, „pragmatický idealismus“ a „umírněný fanatismus“ různých kulturních reakcí, mimo jiné na změnu klimatu, finanční krizi a (geo)politickou nestabilitu.
Předpona 'meta' zde neodkazuje na nějaký reflexivní postoj nebo na opakovanou ruminaci, ale na Platónovu metaxii, která zamýšlí pohyb nejen mezi opačnými póly, ale i za nimi.

### GhasemihoHyperhybridismusaheterolinacionalismus
V letech 2020 a 2022 zavedl literární vědec Mehdi Ghasemi pojmy hyperhybridismus a heterolinacionalismus v časopise Journal of Contemporary Aesthetics. Ve svém článku Post-postmodernism and the Emergence of Heterolinational Literatures se Ghasemi zapojil do probíhajících debat o post-postmodernismu tím, že představil „hyperhybridismus a heterolinacionalismus“ jakožto další nástupce postmodernismu, čerpající z některých paradigmat hyperhybridních a heterolinacionálních literatur, včetně postakademie, postnacionalismu a polyliteratury, polyvokalismus a plurilingvismus, samostatného publikování, sociálních médii a multimediality stejně jako transtextuality a fanfikce.